# Grzegorz Frąckowiak
Grzegorz Frąckowiak SVD (* 18. Juli 1911 als Boleslaus Frackowiak in Lowencice bei Jaratschewo im Kreis Jarotschin, Preußen; † 5. Mai 1943 in Dresden) war ein römisch-katholischer Ordensmann, der während der deutschen Besetzung Polens im Zweiten Weltkrieg von der NS-Justiz als Widerstandskämpfer zum Tode verurteilt und hingerichtet wurde. Er ist in der katholischen Kirche als Märtyrer anerkannt und wurde von Papst Johannes Paul II. 1999 seliggesprochen.

## Leben

### Herkunft und Werdegang
Boleslaus (poln. Bolesław) wurde 1911 in dem Dorf Lowencice (Łowęcice) als achtes von neun überlebenden Kindern des Andreas Frackowiak (Andrzej Frąckowiak) und seiner Frau Sophia geb. Plontzek (Zofia Płończak) geboren. Die Familie gehörte zum polnischen Bevölkerungsteil und lebte im Südosten der damaligen preußischen Provinz Posen, die nach dem Ersten Weltkrieg infolge des Posener Aufstands mit dem Friedensvertrag von Versailles 1919 größtenteils an Polen fiel.
Bolek, wie ihn seine Geschwister nannten, besuchte die Volksschule in Wojciechowo. Als die Steyler Missionare 1927 die Pfarrseelsorge in Bruczków übernahmen, meldeten ihn die Eltern beim Knabenseminar der Gemeinschaft an, wo er das Gymnasium besuchen konnte. Dem angesichts seiner Vorbildung zu anspruchsvollen Stoff konnte er jedoch nicht gut folgen. Daraufhin trat Bolesław auf Anraten seiner Erzieher am 16. November 1929 als Missionsbruder in den Orden ein. Die Brüderausbildung fand im Provinzialhaus des Ordens statt, dem Steyler Missionshaus St. Joseph in Górna Grupa, wo er zunächst ein zehnmonatiges Postulat absolvierte und mit seiner Einkleidung am 8. September 1930 den Ordensnamen Grzegorz (Gregor) erhielt. Während des anschließenden Brüder-Noviziats, das er ebenfalls in Górna Grupa verbrachte, arbeitete er in der Druckerei und erlernte das Buchbinderhandwerk. Danach war er Pförtner und Sakristan in dem Missionshaus und bildete auch selbst Buchbinder-Lehrlinge aus. Am 8. September 1938 legte er die Ewigen Gelübde ab.

### Seelsorger im Untergrund
Nach dem deutschen Überfall auf Polen wurde das Missionshaus in Górna Grupa von der Wehrmacht besetzt und im November 1939 von der Gestapo zu einem Sammellager für polnische Geistliche umfunktioniert. Den Missionsbrüdern, die keine Priester waren, wurde erlaubt, das überfüllte Haus zu verlassen. Bruder Grzegorz blieb dennoch am Ort und versuchte, den internierten Geistlichen zu helfen. Im Februar 1941 wurden alle Inhaftierten gezwungen, das Lager zu verlassen, und auch die verbliebenen Steyler Missionare aus ihrem Provinzialhaus vertrieben. Frąckowiak zog zunächst zu einem Bruder in die Nähe von Posen und wirkte als Küster in einer Pfarrei. Da er sich hier nicht anmelden durfte, kehrte er in sein Elternhaus zurück und betätigte sich mit dem Einverständnis seines Mitbruders P. Giczel SVD, der Pfarrer der nahegelegenen Gemeindekirche war, in der Umgebung von Łowęcice als Seelsorgehelfer. Er gab Religions- und Kommunionunterricht und besuchte ältere Pfarrangehörige. Nach der Verhaftung des Pfarrers, der in ein Konzentrationslager gebracht wurde, lag die gesamte seelsorgliche Verantwortung ab Oktober 1941 bei Br. Grzegorz, der nun auch Taufen durchführte und Sakramente austeilte.

### Verhaftung und Tod
Aufgrund seines Berufs erhielt er Anfang 1942 Arbeit in einem Druckereibetrieb in Jarocin. Zu dieser Zeit begann er, eine geheime patriotische Zeitung zu verbreiten, die er Dla Ciebie, Polsko („Für dich, mein Polen“) nannte. Nachdem diese und andere verbotene Flugschriften wiederholt in der Stadt aufgetaucht waren und Frąckowiak als einer der Urheber denunziert worden war, wurde die Druckerei bei einer Razzia im Herbst 1942 von der Gestapo durchsucht. Viele Druckereimitarbeiter wurden verhaftet, Frąckowiak konnte dem Zugriff aber entgehen und tauchte unter. Er hatte sich zu diesem Zeitpunkt schon einige Monate von dem Zeitungsprojekt zurückgezogen, weil es seinen Oberen als zu gefährlich erschien. Obwohl er noch Möglichkeiten zur Flucht hatte, entschloss er sich nach dem Zeugnis von Mitbrüdern, mit denen er sich beriet, aus eigenem Antrieb dazu, sich den Deutschen zu stellen und die Verantwortung für die Flugblattaktionen zu übernehmen. Er wollte damit das Leben anderer Gefangener retten, die vielfach Familienväter waren. Tatsächlich wurden nach Frąckowiaks Verhaftung andere Verdächtige freigelassen, weil die Gestapo überzeugt war, in ihm den eigentlichen Verantwortlichen gefunden zu haben. Er wurde von Jarocin zunächst in das NS-Gefängnis in Schroda und anschließend in das berüchtigte Fort VII in Posen gebracht, wo er grausame Verhöre und schwere Folterungen erleiden musste. Er gab zwei Namen preis, von denen er aber wusste, dass sich die Betreffenden bereits selbst gestellt hatten. Schließlich wurde er nach Dresden verbracht und dort im Landgerichtsgebäude zum Tode verurteilt und am 5. Mai 1943 durch das Fallbeil hingerichtet.

## Gedenken
Grzegorz Frąckowiak wurde am 13. Juni 1999 in Warschau zusammen mit den drei Steyler Missionaren Stanisław Kubista (1898–1940), Alojzy Liguda und Ludwik Mzyk (1905–1940) von dem selbst aus Polen stammenden Papst Johannes Paul II. seliggesprochen. Sein Gedenktag ist der 5. Mai. Er gehört mit fünf ebenfalls in Dresden hingerichteten Polen zu den seligen Märtyrern vom Münchner Platz in Dresden, deren gemeinsamer Gedenktag am 12. Juni begangen wird. Nach ihnen wurde eine am 1. Juni 2020 im Bistum Dresden-Meißen neu errichtete römisch-katholische Pfarrgemeinde benannt. Alle Genannten werden zu den polnischen Märtyrern des deutschen Besatzungsregimes im Zweiten Weltkrieg gezählt.